# Département Kimiti
Das Département Kimiti (arabisch مقاطعة كيميتي) ist ein Département im Südosten des Tschad. Es liegt im östlichen Teil der Provinz Sila, die Hauptstadt ist Goz Beïda. Beim Zensus im Jahr 2009 wurden 218.304 Einwohner gezählt.

## Verwaltungsuntergliederung
Das Département ist in 7 Unterpräfekturen unterteilt:
- Goz Beïda
- Adé
- Kerfi
- Koukou-Angarana
- Madiouna
- Mogororo
- Tissi